# 埃克赫內峰
71°31′S 11°27′E / 71.517°S 11.450°E
埃克赫內峰（英語：Eckhörner Peaks）是南極洲的山峰，位於東部南極洲的毛德皇后地，屬於洪堡山脈的一部分，該山峰由德國探險隊發現，現時受南極條約體系管理。